# Kaçkar Dağı
Kaçkar Dağı (spotyka się spolszczenia Kaczkar i Kackar) - szczyt w Turcji, najwyższy szczyt w paśmie górskim Kaçkar Dağları i w całym paśmie Gór Pontyjskich. Wznosi się na wysokość 3931 m n.p.m. Jeden z popularniejszych celów wycieczek wysokogórskich na terenie Turcji. Najpopularniejsza droga na szczyt wiedzie z miejscowości Olgunlar, a jej pokonanie zajmuje przeciętnie 2 dni.